# Spilosoma chionea
Spilosoma chionea är en fjärilsart som beskrevs av George Francis Hampson 1900. Spilosoma chionea ingår i släktet Spilosoma och familjen björnspinnare. Inga underarter finns listade i Catalogue of Life.